# 未平倉量
未平倉量（英語：Open Interest，縮寫：OI），或譯未平倉合約，為期貨及選擇權之買賣交易的專有名詞。指在期貨或選擇權之交易市場中未進行平倉的部位（留倉），此時商品合約尚在市場中等候交易，仍受到市場價格變動的影響。

## 外部連結
- 名詞解釋：未平倉量 （页面存档备份，存于）